# Sloup se sochou svatého Jana Nepomuckého u Novoměstské kašny (Chrudim)
Barokní pískovcový sloup se sochou svatého Jana Nepomuckého od neznámého autora se od roku 1707 nalézá ve svahu v prostoru mezi Žižkovým náměstím a Novoměstskou ulicí v okresním městě Chrudim nedaleko od Novoměstské kašny. Sloup se sochou svatého Jana Nepomuckého je od roku 1958 chráněn jako nemovitá kulturní památka ČR.

## Popis
V parkové úpravě svahu poblíž schodiště vedoucího od budovy Schmoranzovy školy čp. 6 k Hálkově ulici se nalézá pískovcový sloup se sochou svatého Jana Nepomuckého.
Na pískovcovém základě stojí nízký, nahoře profilováním okosený sokl. Na soklu je postaven hranolový pilíř s boky ozdobenými motivem psaníčka zakončený nahoře profilovanou římsou.
Na římse je umístěn vysoký toskánský sloup zakončený abakem, na kterém stojí socha svatého Jana Nepomuckého v podživotní velikosti. Světec je oděn v tradiční kanovnické roucho a sklání hlavu ke krucifixu, který drží v obou rukou. Hlavu světce s biretem obklopuje obklopuje pozlacená drátěná svatozář s pěti hvězdami.

## Fotogalerie

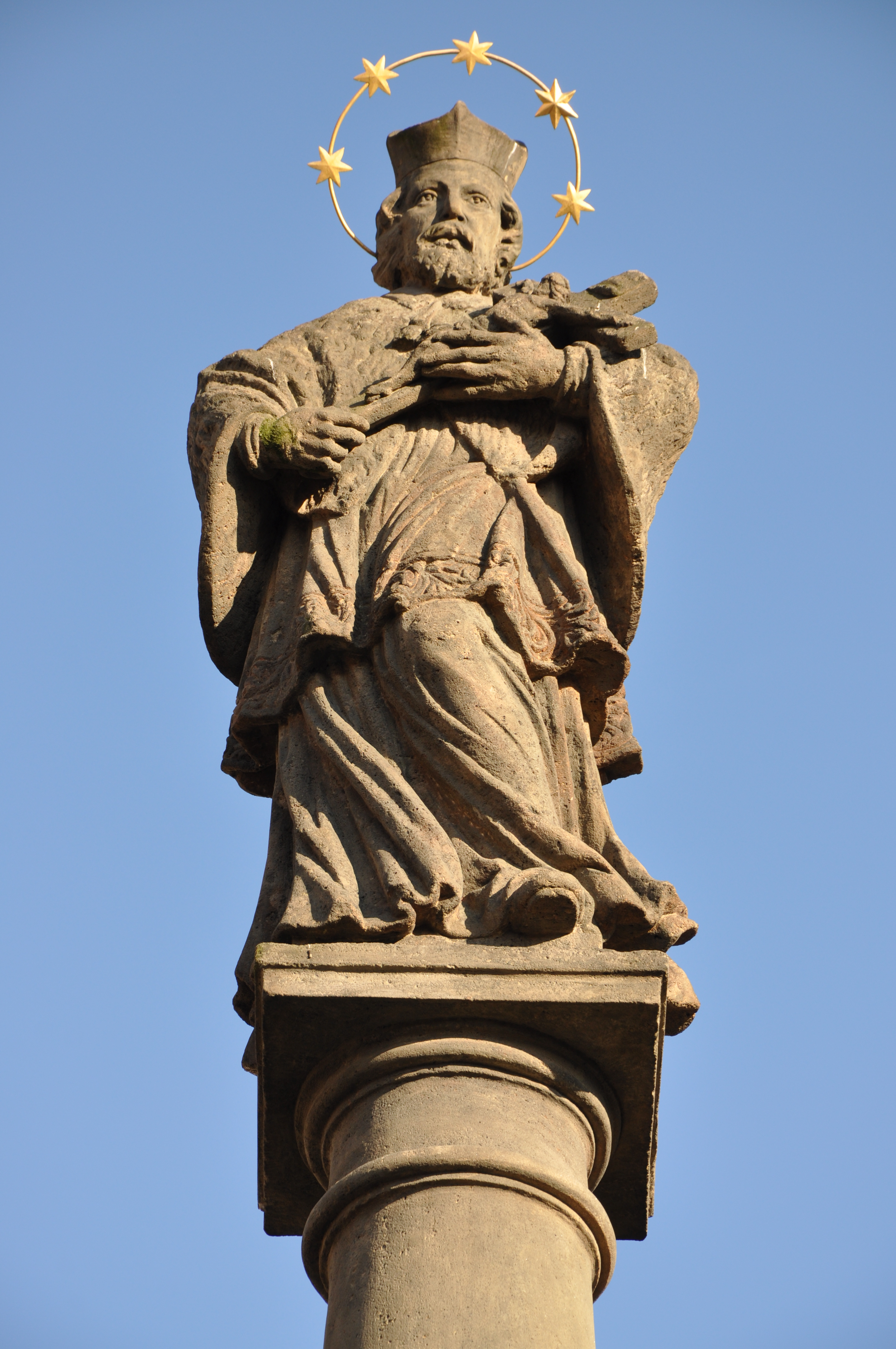
detail sochy svatého Jana Nepomuckého
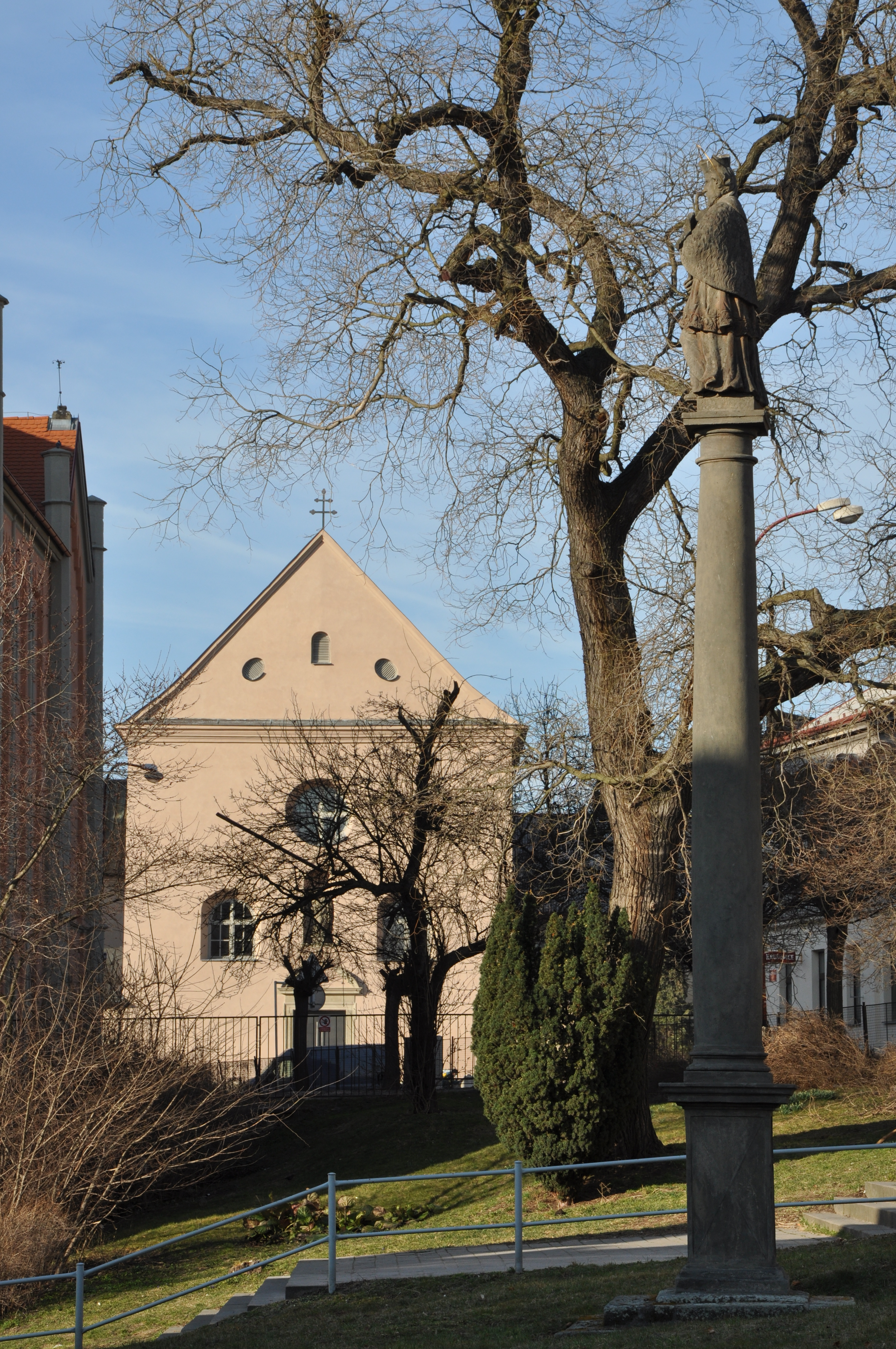
Pohled na sloup, v pozadí kostel svatého Josefa v Chrudimi
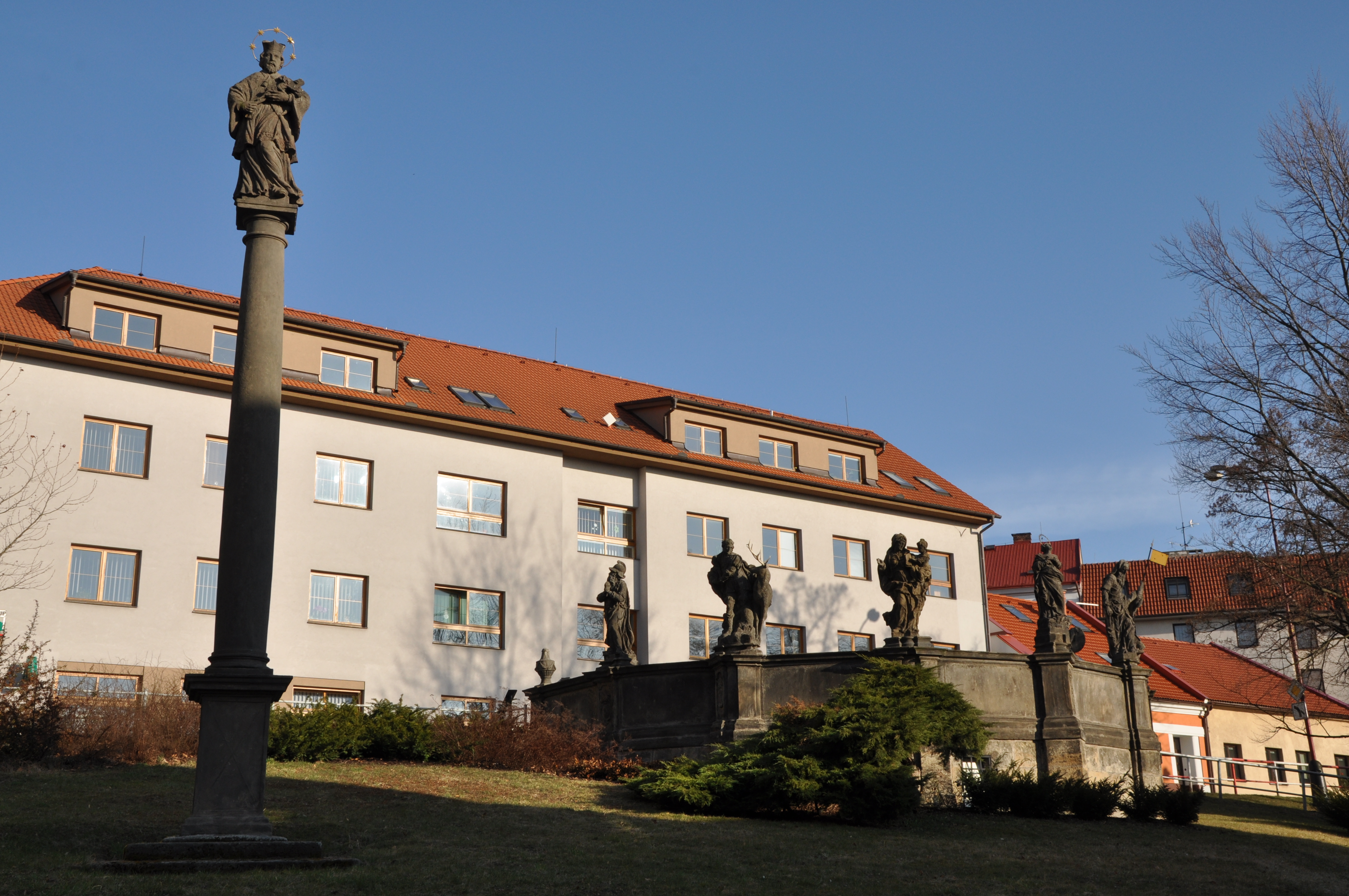
pohled na sloup a Novoměstskou kašnu v Chrudimi